# Список наград и номинаций Робина Уильямса
Список наград и номинаций Робина Уильямса включает в себя множество премий, которые актёр получал на протяжении всей своей карьеры с 1976 по 2014 год, включая «Оскар» за лучшую мужскую роль второго плана в фильме «Умница Уилл Хантинг» (1997). Также он выиграл шесть наград «Золотой глобус», в том числе за лучшую мужскую роль в комедии или мюзикле, в картинах «Доброе утро, Вьетнам» (1987), «Король-рыбак» (1991), «Миссис Даутфайр» (1993), наряду с премией Сесиля Б. Де Милля 2005 года. В общей сложности у Робина Уильямса было 62 награды и 73 номинации.

## Награды и номинации

### Премия «Оскар»
| Год  | Категория                         | Фильм/Телесериал        | Результат | Ссылка |
| ---- | --------------------------------- | ----------------------- | --------- | ------ |
| 1988 | Лучшая мужская роль               | Доброе утро, Вьетнам    | Номинация | [ 2 ]  |
| 1990 | Лучшая мужская роль               | Общество мёртвых поэтов | Номинация | [ 3 ]  |
| 1992 | Лучшая мужская роль               | Король-рыбак            | Номинация | [ 4 ]  |
| 1998 | Лучшая мужская роль второго плана | Умница Уилл Хантинг     | Победа    | [ 5 ]  |

### Премия BAFTA
| Год  | Категория           | Фильм/Телесериал        | Результат | Ссылка |
| ---- | ------------------- | ----------------------- | --------- | ------ |
| 1989 | Лучшая мужская роль | Доброе утро, Вьетнам    | Номинация | [ 6 ]  |
| 1990 | Лучшая мужская роль | Общество мёртвых поэтов | Номинация | [ 7 ]  |

### Премия «Сатурн»
| Год  | Категория                      | Фильм/Телесериал | Результат | Ссылка |
| ---- | ------------------------------ | ---------------- | --------- | ------ |
| 1992 | Лучший киноактёр               | Король-рыбак     | Номинация | [ 1 ]  |
| 1993 | Лучший киноактёр               | Игрушки          | Номинация | [ 1 ]  |
| 1993 | Лучший киноактёр второго плана | Аладдин          | Победа    | [ 1 ]  |
| 1996 | Лучший киноактёр               | Джуманджи        | Номинация | [ 1 ]  |
| 2003 | Лучший киноактёр второго плана | Бессонница       | Номинация | [ 1 ]  |
| 2003 | Лучший киноактёр               | Фото за час      | Победа    | [ 1 ]  |

### ПремияГильдии киноактёров США
| Год  | Категория                              | Фильм/Телесериал    | Результат | Ссылка |
| ---- | -------------------------------------- | ------------------- | --------- | ------ |
| 1997 | Лучший актёрский состав в игровом кино | Клетка для пташек   | Победа    | [ 8 ]  |
| 1998 | Лучшая мужская роль второго плана      | Умница Уилл Хантинг | Победа    | [ 9 ]  |
| 1998 | Лучший актёрский состав в игровом кино | Умница Уилл Хантинг | Номинация | [ 9 ]  |
| 2014 | Лучший актёрский состав в игровом кино | Дворецкий           | Номинация | [ 10 ] |

### Премия «Золотой глобус»
| Год  | Категория                                                        | Фильм/Телесериал        | Результат | Ссылка       |
| ---- | ---------------------------------------------------------------- | ----------------------- | --------- | ------------ |
| 1979 | Лучшая мужская роль в телевизионном сериале (комедия или мюзикл) | Морк и Минди            | Победа    | [ 11 ]       |
| 1980 | Лучшая мужская роль в телевизионном сериале (комедия или мюзикл) | Морк и Минди            | Номинация | [ 11 ]       |
| 1985 | Лучшая мужская роль в комедии или мюзикле                        | Москва на Гудзоне       | Номинация | [ 11 ]       |
| 1988 | Лучшая мужская роль в комедии или мюзикле                        | Доброе утро, Вьетнам    | Победа    | [ 11 ]       |
| 1990 | Лучшая мужская роль в драме                                      | Общество мёртвых поэтов | Номинация | [ 11 ]       |
| 1991 | Лучшая мужская роль в драме                                      | Пробуждение             | Номинация | [ 11 ]       |
| 1992 | Лучшая мужская роль в комедии или мюзикле                        | Король-рыбак            | Победа    | [ 11 ]       |
| 1993 | Специальная награда (за вокал)                                   | Аладдин                 | Награда   | [ 1 ] [ 11 ] |
| 1994 | Лучшая мужская роль в комедии или мюзикле                        | Миссис Даутфайр         | Победа    | [ 11 ]       |
| 1998 | Лучшая мужская роль второго плана                                | Умница Уилл Хантинг     | Номинация | [ 11 ]       |
| 1999 | Лучшая мужская роль в комедии или мюзикле                        | Целитель Адамс          | Номинация | [ 11 ]       |
| 2005 | Премия Сесиля Б. Де Милля                                        | н/д                     | Награда   | [ 11 ]       |

### Прайм-тайм премия «Эмми»
| Год  | Категория                                              | Фильм/Телесериал                      | Результат | Ссылка |
| ---- | ------------------------------------------------------ | ------------------------------------- | --------- | ------ |
| 1979 | Лучшая мужская роль в комедийном телесериале           | Морк и Минди                          | Номинация | [ 12 ] |
| 1987 | Лучшее выступление в варьете или музыкальной программе | Кэрол, Карл, Вупи и Робин             | Победа    | [ 13 ] |
| 1988 | Лучшее выступление в варьете или музыкальной программе | ABC Presents: A Royal Gala            | Победа    | [ 14 ] |
| 1994 | Лучший приглашённый актёр в драматическом телесериале  | Убойный отдел                         | Номинация | [ 15 ] |
| 1996 | Лучшее выступление в варьете или музыкальной программе | Разрядка смехом 7                     | Номинация | [ 16 ] |
| 2003 | Лучший сценарий варьете или музыкальной программы      | «Робин Уильямс: Вживую на Бродвее»    | Номинация | [ 17 ] |
| 2003 | Лучшее выступление в варьете или музыкальной программе | «Робин Уильямс: Вживую на Бродвее»    | Номинация | [ 18 ] |
| 2008 | Лучший приглашённый актёр в драматическом телесериале  | Закон и порядок: Специальный корпус   | Номинация | [ 19 ] |
| 2010 | Лучшее варьете или музыкальная программа               | Робин Уильямс: Оружие самоуничтожения | Номинация | [ 20 ] |

### Прочие
| Награда                                     | Год  | Категория                                                             | Фильм/Телесериал                           | Результат | Ссылка |
| ------------------------------------------- | ---- | --------------------------------------------------------------------- | ------------------------------------------ | --------- | ------ |
| Американский чёрный кинофестиваль           | 2014 | Лучший актёрский ансамбль                                             | Дворецкий                                  | Номинация |        |
| American Cinematheque Gala Tribute          | 1988 | Американская кинематографическая награда                              | н/д                                        | Награда   | [ 21 ] |
| American Comedy Awards                      | 1987 | Самый забавный мужчина — стенд-ап-комик                               | н/д                                        | Награда   |        |
| American Comedy Awards                      | 1987 | Самый забавный мужчина — исполнитель года                             | н/д                                        | Награда   |        |
| American Comedy Awards                      | 1987 | Самая забавная телевизионная звезда в категории — мужчина или женщина | Робин Уильямс: Вживую в Метрополитен-опере | Победа    |        |
| American Comedy Awards                      | 1988 | Самый забавный мужчина — стенд-ап-комик                               | н/д                                        | Награда   |        |
| American Comedy Awards                      | 1988 | Самый забавный мужчина — исполнитель года                             | н/д                                        | Награда   |        |
| American Comedy Awards                      | 1988 | Самый забавный актёр в главной роли в кинофильме                      | Доброе утро, Вьетнам                       | Победа    |        |
| American Comedy Awards                      | 1988 | Самый забавный мужчина-исполнитель на телевидении                     | Разрядка смехом                            | Победа    |        |
| American Comedy Awards                      | 1989 | Самый забавный мужчина — стенд-ап-комик                               | н/д                                        | Награда   |        |
| American Comedy Awards                      | 1990 | Самая забавная мужская роль второго плана в кинофильме                | Приключения барона Мюнхгаузена             | Номинация |        |
| American Comedy Awards                      | 1990 | Самый забавный мужчина-исполнитель на телевидении                     | Разрядка смехом                            | Победа    |        |
| American Comedy Awards                      | 1992 | Самый забавный актёр в кинофильме                                     | Король-рыбак                               | Номинация |        |
| American Comedy Awards                      | 1994 | Самый забавный актёр в кинофильме                                     | Миссис Даутфайр                            | Победа    |        |
| American Comedy Awards                      | 1996 | Самая забавная роль второго плана в кинофильме                        | Девять месяцев                             | Победа    |        |
| American Comedy Awards                      | 1999 | Самый забавный актёр в кинофильме                                     | Целитель Адамс                             | Номинация |        |
| American Comedy Awards                      | 1999 | Самый забавный мужчина-исполнитель на телевидении                     | Разрядка смехом                            | Номинация |        |
| Энни                                        | 1998 | Озвучивание в теле-фильме                                             | Великие умы мыслят для себя                | Номинация |        |
| Blockbuster Entertainment Awards            | 1998 | Лучший актёр в семейном фильме                                        | Флаббер                                    | Победа    |        |
| Blockbuster Entertainment Awards            | 2000 | Лучший актёр в комедии                                                | Двухсотлетний человек                      | Номинация |        |
| Critics' Choice Movie Awards                | 2003 | Лучший актёр                                                          | Фото за час                                | Номинация |        |
| CableACE Award                              | 1987 | Роль в комедии                                                        | Разрядка смехом                            | Победа    |        |
| CableACE Award                              | 1988 | Комедийный сценарий                                                   | Робин Уильямс: Вживую в Метрополитен-опере | Победа    |        |
| CableACE Award                              | 1988 | Роль в комедии                                                        | Робин Уильямс: Вживую в Метрополитен-опере | Победа    |        |
| CableACE Award                              | 1989 | Роль в комедии                                                        | Разрядка смехом                            | Победа    |        |
| CableACE Award                              | 1993 | Развлекательная роль                                                  | Разрядка смехом                            | Победа    |        |
| CableACE Award                              | 1994 | Развлекательная роль                                                  | Шекспир: Великие комедии и трагедии        | Победа    |        |
| CableACE Award                              | 1995 | Развлекательная роль                                                  | Разрядка смехом                            | Номинация |        |
| Ассоциация кинокритиков Чикаго              | 1991 | Лучший актёр                                                          | Пробуждение                                | Номинация |        |
| Выбор телевизионных критиков                | 2014 | Лучшая мужская роль в комедийном сериале                              | Сумасшедшие                                | Номинация |        |
| Ассоциация кинокритиков Далласа—Форт-Уэрта  | 2014 | Лучшая мужская роль                                                   | Фото за час                                | Номинация |        |
| Давид ди Донателло                          | 1990 | Лучший иностранный актёр                                              | Общество мёртвых поэтов                    | Номинация |        |
| Дневная премия «Эмми»                       | 1998 | Исполнитель в анимационной программе                                  | Великие умы мыслят для себя                | Номинация |        |
| Fangoria Chainsaw Awards                    | 2003 | Лучшая мужская роль                                                   | Фото за час                                | Победа    |        |
| Hasty Pudding Theatricals                   | 1989 | Человек года                                                          | н/д                                        | Награда   |        |
| Голливудский кинофестиваль                  | 2003 | Премия за жизненные достижения                                        | н/д                                        | Награда   |        |
| Kids’ Choice Awards                         | 1992 | Любимый актёр                                                         | Капитан Крюк                               | Победа    |        |
| Kids’ Choice Awards                         | 1994 | Любимый актёр                                                         | Миссис Даутфайр                            | Победа    |        |
| Kids’ Choice Awards                         | 1996 | Любимый актёр                                                         | Джуманджи                                  | Номинация |        |
| Kids’ Choice Awards                         | 1997 | Любимый актёр                                                         | Джек                                       | Номинация |        |
| Kids’ Choice Awards                         | 1998 | Любимый актёр                                                         | Флаббер                                    | Победа    |        |
| Kids’ Choice Awards                         | 2000 | Любимый актёр                                                         | Двухсотлетний человек                      | Номинация |        |
| Kids’ Choice Awards                         | 2000 | Любимый голос из анимационного фильма                                 | Роботы                                     | Номинация |        |
| Общество кинокритиков Лас-Вегаса            | 2003 | Лучший актёр                                                          | Фото за час                                | Номинация |        |
| MTV Movie Awards                            | 1993 | Лучшая комедийная сцена                                               | Аладдин                                    | Победа    |        |
| MTV Movie Awards                            | 1994 | Лучшая комедийная сцена                                               | Миссис Даутфайр                            | Победа    |        |
| MTV Movie Awards                            | 1994 | Лучшая мужская сцена                                                  | Миссис Даутфайр                            | Номинация |        |
| MTV Movie Awards                            | 1997 | Лучшая актёрская команда                                              | Клетка для пташек                          | Номинация |        |
| MTV Movie Awards                            | 1997 | Лучшая комедийная сцена                                               | Клетка для пташек                          | Номинация |        |
| Национальный совет кинокритиков США         | 1990 | Специальная награда                                                   | н/д                                        | Награда   |        |
| Национальный совет кинокритиков США         | 1992 | Лучший актёр                                                          | Пробуждение                                | Победа    |        |
| Национальное общество кинокритиков США      | 1985 | Лучший актёр                                                          | Москва на Гудзоне                          | Номинация |        |
| Общество онлайн-фильмов и телевидения       | 1998 | Лучший актёр второго плана                                            | Умница Уилл Хантинг                        | Номинация |        |
| Общество онлайн-фильмов и телевидения       | 2003 | Лучший актёр                                                          | Фото за час                                | Номинация |        |
| Общество кинокритиков онлайн-фильмов        | 2003 | Лучший актёр                                                          | Фото за час                                | Номинация |        |
| People’s Choice Awards                      | 1979 | Любимый актёр в новой телевизионной программе                         | н/д                                        | Награда   |        |
| People’s Choice Awards                      | 1988 | Любимый актёр                                                         | н/д                                        | Номинация |        |
| People’s Choice Awards                      | 1991 | Любимый актёр                                                         | н/д                                        | Номинация |        |
| People’s Choice Awards                      | 1992 | Любимый комедийный актёр                                              | н/д                                        | Номинация |        |
| People’s Choice Awards                      | 1993 | Любимый актёр                                                         | н/д                                        | Номинация |        |
| People’s Choice Awards                      | 1994 | Любимый комедийный актёр                                              | н/д                                        | Награда   |        |
| People’s Choice Awards                      | 1996 | Любимый актёр                                                         | н/д                                        | Номинация |        |
| People’s Choice Awards                      | 2007 | Любимый забавный актёр                                                | н/д                                        | Награда   |        |
| People’s Choice Awards                      | 2008 | Любимый забавный актёр                                                | н/д                                        | Награда   |        |
| People’s Choice Awards                      | 2009 | Любимая сцена с приглашённой звездой                                  | Закон и порядок: Специальный корпус        | Победа    |        |
| People’s Choice Awards                      | 2014 | Любимый актёр в новом телесериале                                     | н/д                                        | Награда   |        |
| Золотая малина                              | 2000 | Худшая мужская роль                                                   | Двухсотлетний человек Якоб-лжец            | Номинация |        |
| Золотая малина                              | 2003 | Худшая мужская роль второго плана                                     | Убить Смучи                                | Номинация |        |
| Международный кинофестиваль в Сан-Франциско | 2007 | Приз Питера Джея Оуэнса                                               | н/д                                        | Награда   |        |
| Премия Сен-Жорди                            | 1989 | Лучший иностранный актёр                                              | Доброе утро, Вьетнам                       | Победа    |        |
| Спутник                                     | 1998 | Лучшая мужская роль второго плана в фильме-драме                      | Умница Уилл Хантинг                        | Номинация |        |
| Спутник                                     | 1999 | Лучшая мужская роль в комедии или мюзикле                             | Целитель Адамс                             | Номинация |        |
| Спутник                                     | 2003 | Лучшая мужская роль в фильме-драме                                    | Фото за час                                | Номинация |        |
| ShoWest Convention                          | 1994 | Звезда года                                                           | н/д                                        | Награда   |        |
| TV Land Award                               | 2003 | Small Screen to Silver Screen                                         | н/д                                        | Номинация |        |
| TV Land Award                               | 2004 | Superlatively Supernatural                                            | Морк и Минди                               | Номинация |        |
| TV Land Award                               | 2004 | Favorite «Fish Out of Water»                                          | Морк и Минди                               | Номинация |        |
| TV Land Award                               | 2004 | Big Star/Little Screen Favorite                                       | н/д                                        | Награда   |        |
| TV Land Award                               | 2005 | Most «Out of This World»                                              | Морк и Минди                               | Победа    |        |
| TV Land Award                               | 2006 | Little Screen/Big Screen Star (Men)                                   | н/д                                        | Номинация |        |
| TV Land Award                               | 2006 | Most «Out of this World» Character                                    | Морк и Минди                               | Победа    |        |
| Комедийный фестиваль                        | 2000 | AFI Star Award                                                        | н/д                                        | Награда   |        |
| Голливудская «Аллея славы»                  | 1990 | Звезда за вклад в развитие киноиндустрии                              | н/д                                        | Награда   | [ 22 ] |